# クッベ・ナーイエ

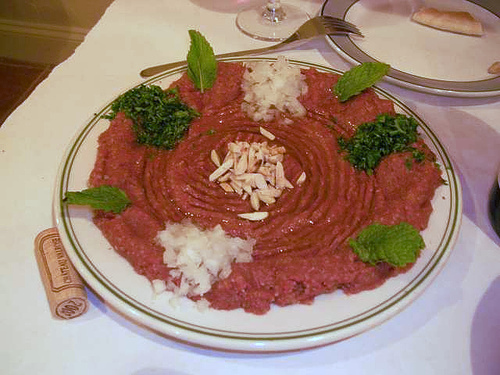
クッベ・ナーイエ

クッベ・ナーイエ（阿: كبة النية ）は歴史的シリア地方の代表的な料理。生肉を調味し非加熱で食べるものである。

クッベの伝統的な作り方は、新鮮で質の良い赤身の角切りを石の搗き臼に入れて、塩を加えながら重い杵でペースト状になるまで潰す。ただし現代ではミキサーが使われる。タマネギとバクドゥーニスのみじん切りとブルグルを入れ、少量の水と塩コショウを加えて再度搗くか手で強くこねればクッベ・ナーイエの出来上がりである。オリーブ油をかけて食べる。
子羊の肉を使い、タマネギもブルグルも加えないものは、ハブラ・ナーイエという。この他に赤身刺しやレバ刺しもある。
ソースについてはアレッポのレストランではハブラ・ナーイエに塩、香辛料各種、タマネギのみじん切りが薬味として添えられ、またニンニク・クリームも相性がいいという。赤身刺しには塩と潰したニンニクとオリーブ油のソース、レバ刺しには塩、タマネギみじん切り、香辛料各種とオリーブ油が添えられる。
また黒木によれば、衛生面を考慮してアラックと合わせるのが普通であるという。クッベ・ナーイエをひと口食べてはアラックを一杯空にするのが最も正しい食べ方であるという。

## 注
1. ↑  黒木英充 (2007). “第一章　東アラブ　－乳と蜜の流れる大地の食彩－ 一　歴史的シリア”. 世界の食文化⑩　アラブ. 東京, 日本: 農山漁村文化協会. p. 65. ISBN 9784540060038
2. 1 2  黒木英充 (2007). “第一章　東アラブ　－乳と蜜の流れる大地の食彩－ 一　歴史的シリア”. 世界の食文化⑩　アラブ. 東京, 日本: 農山漁村文化協会. p. 66. ISBN 9784540060038
3. ↑  黒木英充 (2013). シリア・レバノンを知るための64章. 東京, 日本: 明石書店. ISBN 9784750338767